# فاغنر يورجنسن
فاغنر يورجنسن (بالإنجليزية: Wagner Jorgensen)‏ هو لاعب كرة قدم أمريكية أمريكي، ولد في 31 يوليو 1913 في الدنمارك في مملكة الدنمارك، وتوفي في 24 يوليو 1977 في سان ماتيو في الولايات المتحدة.

## وصلات خارجية
- فاغنر يورجنسن على موقع مرجع كرة القدم المحترفة.كوم (الإنجليزية)
- فاغنر يورجنسن على موقع JustSportsStats.com (الإنجليزية)